# Ракетні крейсери типу «Тікондерога»
Крейсери КРЗ типу «Тікондерога» (англ. Ticonderoga-class of guided-missile cruisers) — найбільша повоєнна серія багатофункціональних крейсерів, побудованих для ВМС США. Між 1983 і 1994 роками на верфі Ingalls Shipbuilding (Паскагула, штат Міссісіпі) було побудовано 27 крейсерів проєкту № CG47 ÷ CG73 — 13 для Тихоокеанського флоту, 14 — для Атлантичного. Перші в світі універсальні бойові кораблі оснащені БІКС «Іджіс». У середині 1980-х вони прийшли на заміну атомним крейсерам класу «Вірджинія». Більшість крейсерів типу «Тікондерога» названо на честь важливих для історії США битв. З взяттям на озброєння есмінців КРЗ типу «Арлі Берк» поступово виводяться в резерв. Станом на початок 2015 року в бойовому складі флоту залишається 22 крейсери типу, 11 з них (з CG-64 по CG-73) плануються до виведення в резерв у 2015 фінансовому році.

## Історія

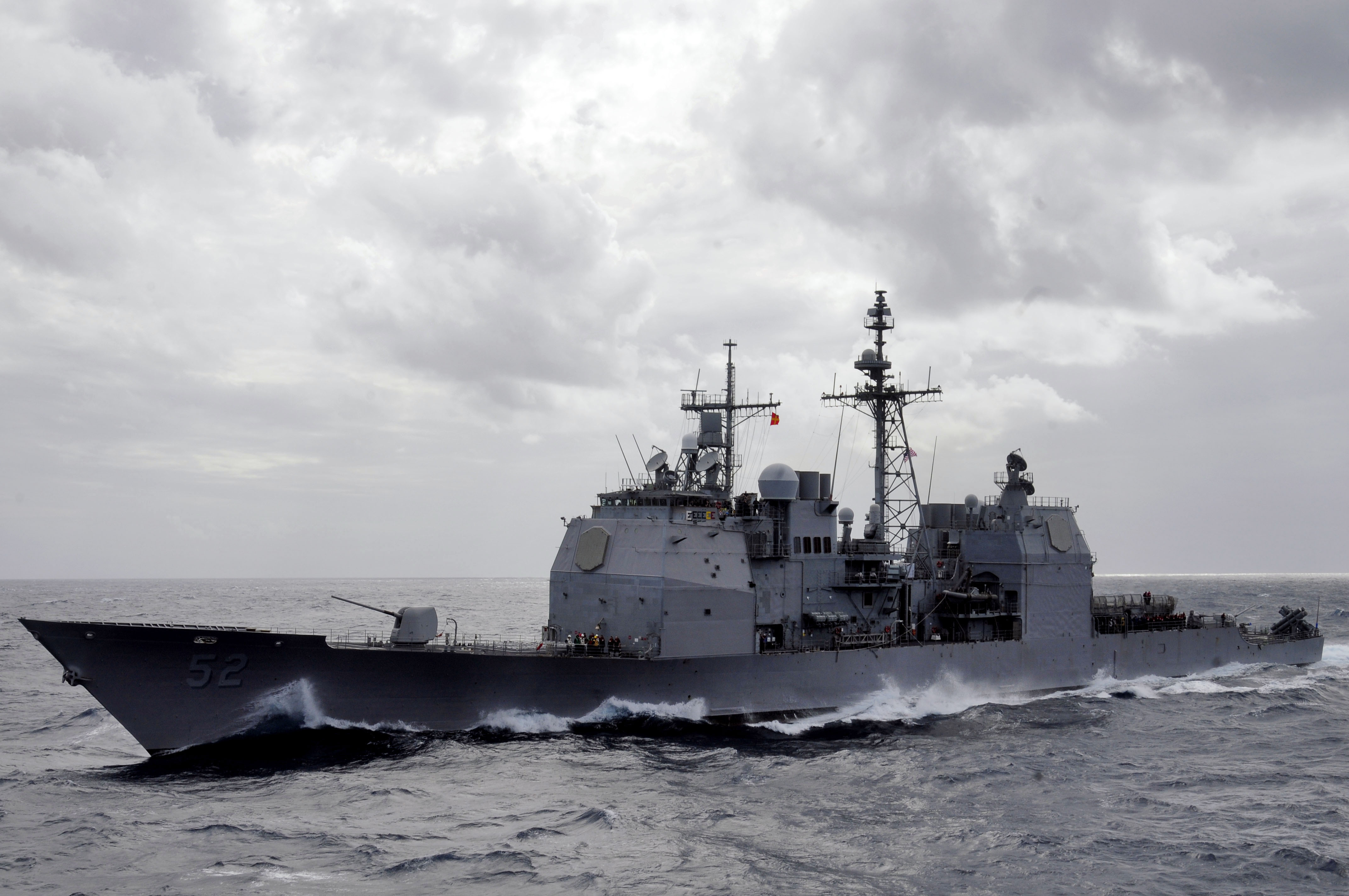
USS Bunker Hill (CG 52) в Атлантичному океані

Перші розробки нових ударних крейсерів CGSN з ядерною силовою установкою відносяться до 1973/74 років. Їхнє прийняття до складу флоту планували на 1983 рік. Їх мали б розробити на базі крейсерів класу «Вірджинія», але проєкт скасували через невідповідність заплановано озброєння крейсерів, їхніх бойових можливостей і їхньої вартості. Ненадовго вернулись до розгляду традиційної силової установки, але 1975 року Конгрес США ухвалив рішення про встановлення ядерних реакторів на усіх ударних кораблях. Це означало можливе повернення до модернізованих крейсерів класу «Вірджинія» з тоннажем близько 12 000 т і придатністю встановлення антен системи AEGIS. У січні 1979 року проєкт відхилили через значну вартість і рішення президента Джиммі Картера відмовитись від будівництва авіаносців з ядерною силовою установкою. Це означало, що кораблі супроводу повинні отримати привід аналогічного типу. Картера не підтримав Конгрес і новий президент Рональд Рейган. У березні 1981 року презентували проєкт модернізації крейсерів класу «Вірджинія», який у лютому 1983 анулювали.
Командувач операцій ВМФ (англ. Chief of Naval Operations) домігся введення вимоги значного зменшення блоків управління системи AEGIS, яку можливо б було б встановити на кораблях водотоннажем у 5 000 т та обмеження вартості системи. Ця стратегія «High-Low» передбачала будівництво багатьох дешевших систем для менших кораблів (майбутні крейсери Ticonderoga) і декількох одиниць з високотехнологічними системами (крейсери класу CGSN, модернізовані «Вірджинія»). На основі цієї стратегії ще 1975 року почали проєктувати ударні ракетні есмінці проєкту DXG. Після анулювання проєкту модернізації крейсерів Virginia (січень 1979) кораблям нового проєкту класифікацію нових кораблів змінили на ударний крейсер (січень 1980).

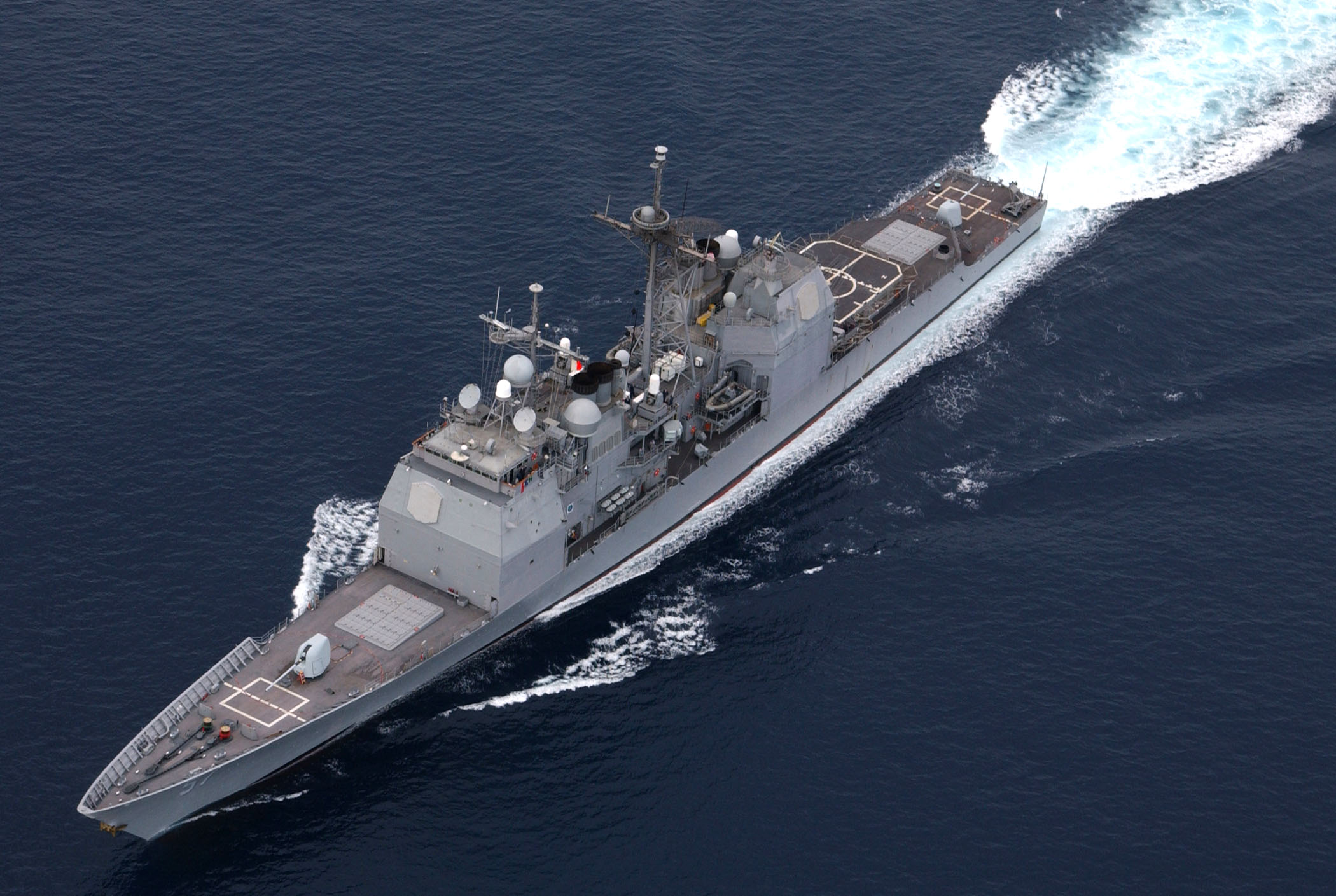
На SS Lake Champlain (CG-57) видно носові і кормові системи вертикального запуску Мк-41

На основі досвіду проєктування і будівництва есмінців класу Spruance у вересні 1978 заклали головний корабель DDG 47 серії ракетних есмінців (крейсерів). Крейсери класу Ticonderoga почали приймати на озброєння в час останнього напруження відносин з СРСР. Під час лівано-ізраїльського конфлікту 1982 «Тікондерога» розпочав випробовування системи керування вогнем AEGIS, які виявили її значні недоліки. У жовтні 1983 «Тікондерогу» вислали у перший похід до Середземного моря для підтримки морської піхоти і виконуючи роль флагмана. До весни 1984 року недоліки у системі AEGIS усунули, її встановили на подальших кораблях, на ній базували систему антибалістичного захисту AEGIS BMD (англ. Automatized Electronic Guidance Interconected System Balistic Missile Defense).
У 2004—2006 роках перші 5 кораблів вивели зі складу флоту через слабкість озброєння, спричинену відсутністю модулів Mk41 і значними коштами на реконструкцію для їхнього встановлення при відсутності рівноцінного ворога. Крейсери перевели до стоянки неактивних кораблів (англ. Naval Inactive Ship Maintenance Facility (NISMF)). Крейсер USS Valley Forge (CG 50) використали у листопаді 2006 як мішень під час стрільб, USS Ticonderoga (CG 47) має стати музеєм.
Ракетні крейсери класу Ticonderoga планували замінити ракетними крейсерами проєкту CG(X), проєкт будівництва яких було призупинено.

### Системи озброєнь

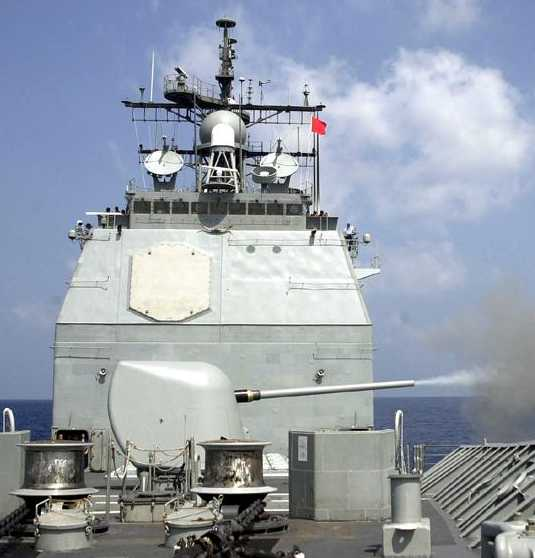
Стрільба з носової гармати USS Cowpens (CG-63)

Основою його системи озброєння була система AEGIS Mk7. Вона складалась з радара AN/SPY-1 з комп'ютерною системою, що дозволяла супроводжувати близько 100 цілей і одночасний обстріл 18 з них (у класу Virginia до модернізації 2). Починаючи з шостого крейсера серії USS Bunker Hill (CG-52) на крейсерах встановлювали по 2 універсальні модульні установки вертикального запуску Mk41 з 64 комірками, причому замість 3 комірок встановлено пристрій завантаження ракет. У 122 комірки можна завантажити ракети зенітні, протичовнові, крилаті Томагавк, що можуть вражати надводні і наземні цілі. Їхні кількості можуть змінювати в залежності від бойового завдання і вони здатні утримувати під контролем простір навколо корабля на 360°. У разі потреби з кожної системи Mk 41 щосекунди можна здійснити запуск ракети відповідного призначення. Наприклад, у випадку атаки ворожих літаків крейсер здатен одночасно боротись з 18 цілями на усіх напрямках без потреби перезаряджання, перенацілювання стартової системи, як у давніших системах. На крейсерах класу Ticonderoga можна використовувати ракети RIM-66 Standard SM-1, RIM-67 Standard SM-2, RIM-67 Standard ER, RIM-161 Standard Missile 3, RIM-162 ESSM, SM-6 ERAM, RUM-139 VL-ASROC.
Крім того на крейсерах встановлено протичовнові ракети 2×4 UGM-84 Harpoon, протиракетні 2 автоматичні 127-мм гармати Mk45, 2 ЗАК «Вулкан-Фаланкс», два гвинтокрили Sikorsky SH-60 Seahawk.

## Конструкція

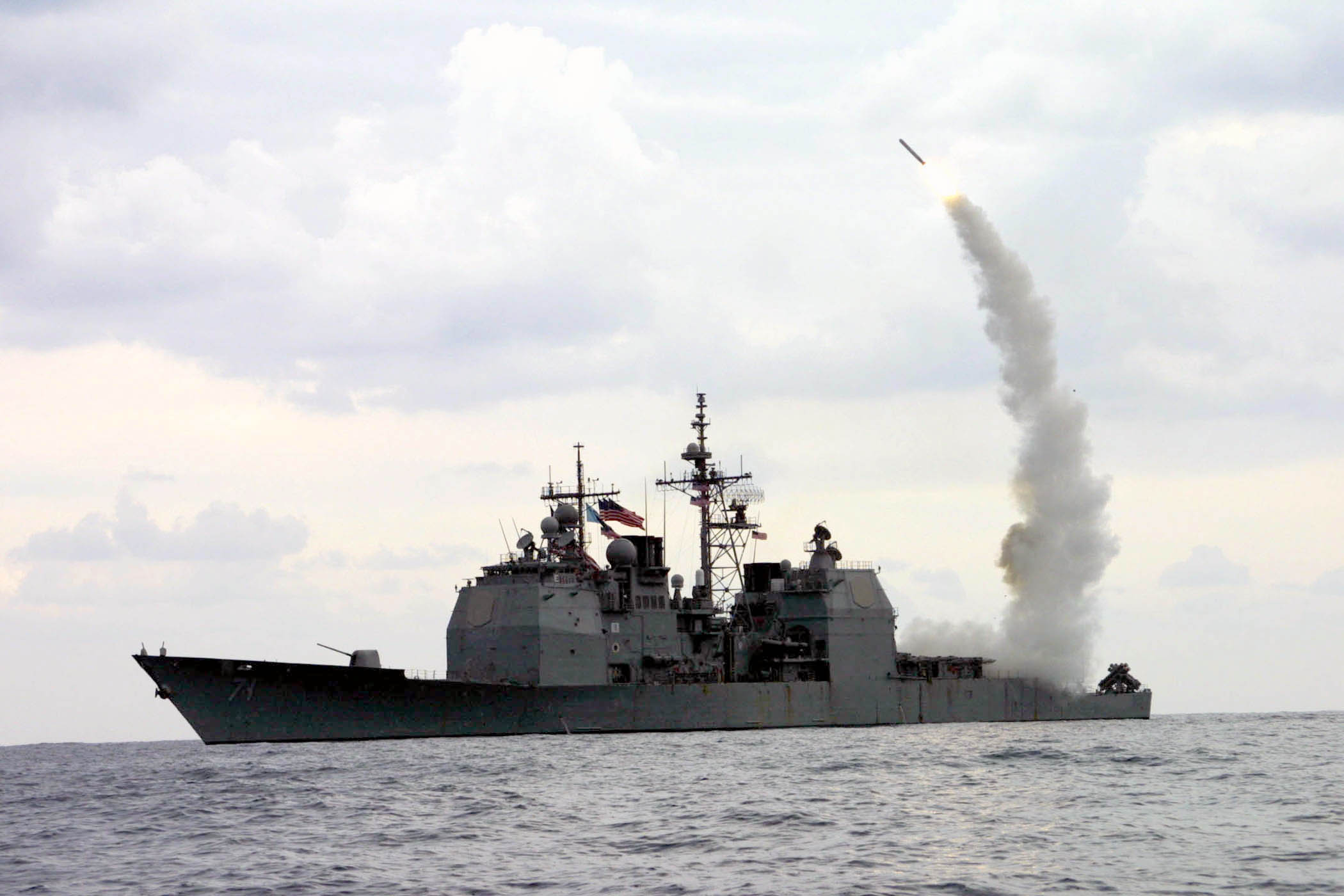
Запуск ракети Томагавк крейсером USS Cape St. George (CG-71) в час війни в Іраку. 2003

Серія крейсерів класу Ticonderoga ділиться на 4 етапи їхнього будівництва, пов'язані із впровадженням нових систем озброєнь.
- 1. Перші п'ять крейсерів CG-47 — CG-51 отримали ранню версію системи Aegis Combat System та спарені системи запуску зенітних ракет Mk 26 Mod 1 із запасом по 44 ракети, що стало причиною відмови від їхнього подальшого використання. Крейсери CG-47/48 належали до Baseline 0 з ранньою версією системи Aegis Mk 7 з радаром SPY-1A, комп'ютерами UYK-7. Крейсери CG-49/50/51 належали до Baseline 1 з модернізованою конструкцією надбудов, мачт, електронних систем.
- 2. (CG-52) — (CG-58). Baseline 2. Застосування замість Mk 26 Mod 1 систем вертикального запуску Mk 41 з 122 ракетами різних типів, що дозволило запускати крилаті ракети BGM-109 Tomahawk. Завдяки Mk 41 у крейсерах було значно розширено бойові можливості з покриттям вогнем 360° навколишнього простору, збільшенням кількість типів озброєння з можливістю щосекунди запускати ракети класів «вода-повітря», «вода-вода», «вода-земля». Це збільшує шанси збереження корабля у бойових умовах.
- 3. (CG-59) — (CG-64). Baseline 3. Встановлено комп'ютери UYK-43, UYK-44, радар AN/SPY-1B з більшою здатністю протистояти електронним перешкодам. Разом з системою керування зброєю Mk 99 дозволяє використовувати ракети Standard на великих відстанях. USS «Monterey» (CG-61) при модернізації 1996 отримав радар SPY-1D(V), нові бойові комп'ютери, консолі, монітори, що дозволяє використати дану серію крейсерів при наступній модернізації у програмі групового бою (Cooperative Engagement Capability), антибалістичної оборони.

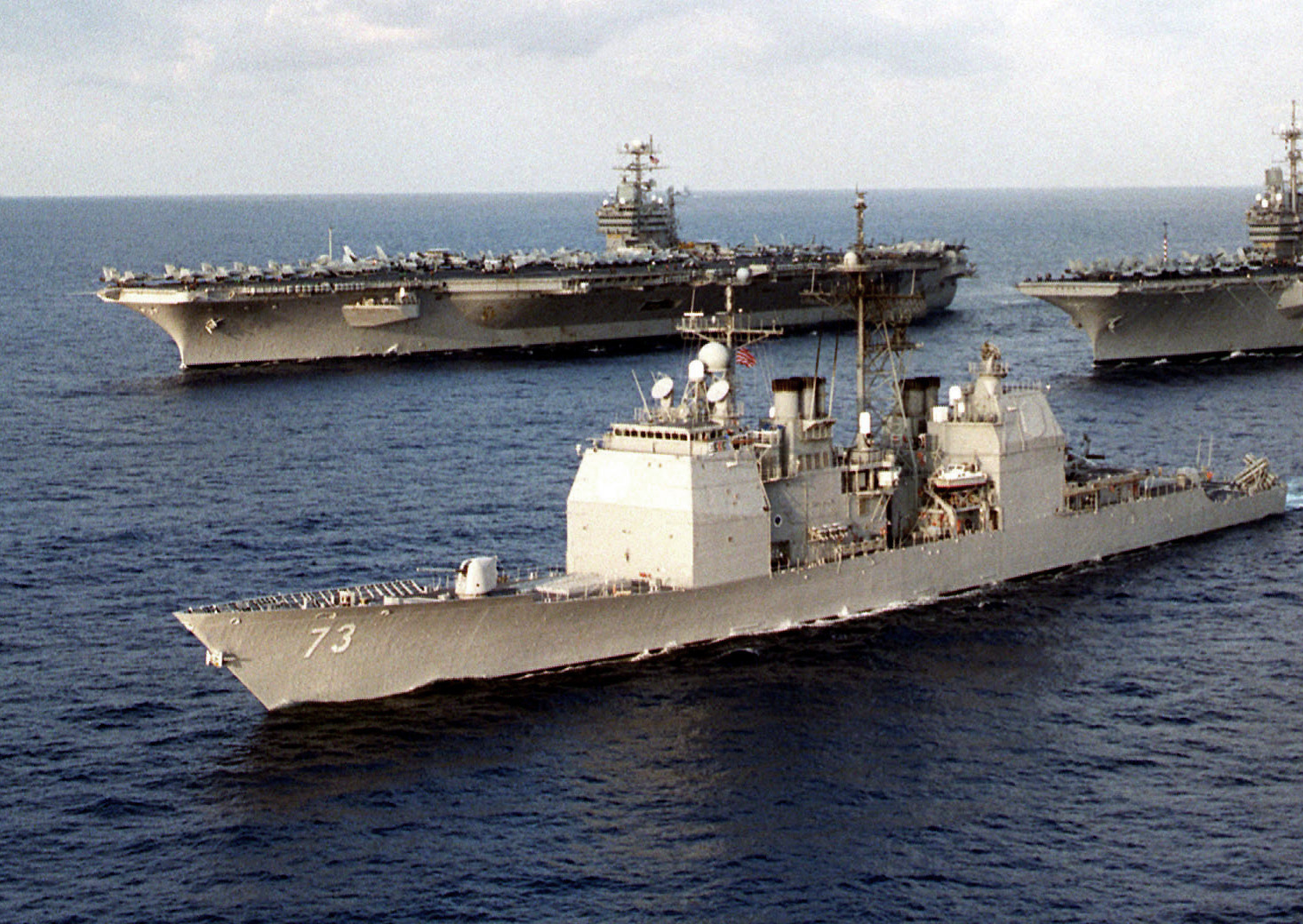
USS Port Royal (CG 73) супроводжує авіаносці USS Nimitz (CVN 68) і USS Independence (CV 62). 1997

- 4. (CG-65) — (CG-73). Baseline 4. Крейсери отримали систему суперкомп'ютерів AN/UYK-43/44, інтегрально пов'язаних з усіма системами управління, озброєнь, систему візуалізації даних UYS-20, сонар SQS-53C[de] з процесором обробки звуку SQR-17[de] (пасивний сонар). USS «Port Royal» (CG-73) 9 липня 1994 прийняли до складу ВМФ США, як останній 27 крейсер класу Тікондерога.

Застосування системи AEGIS призвело до ґрунтовної зміни структури надбудов, збільшення водотоннажності корпусу на 1550 т в порівнянні з корпусом прототипа есмінців класу Spruance. Через збільшення осадки з 8,8 м до 9,5 м було змінено форму носової частини для недопущення її залиття водою в штормову погоду. Корпус крейсера має стабілізатори поперечної стійкості. Через збільшення надбудов, встановлення антен системи AEGIS була порушена поперечна стійкість двох перших крейсерів CG 47, CG 48, через що у корпусах було встановлено додатковий баласт. У решті кораблів використали більш тонку, але міцнішу сталь, що врівноважило кораблі. Також вони отримали легшу конструкцію щогли. У важливих місцях для захисту приміщень використали кевлар.
До 2025 згідно програми модернізації (англ. Cruiser Modernization Program) на крейсерах усунуть різницю в конструкції, що виникла під час довгорічного процесу їхнього будівництва. Вони повинні залишитись у складі флоту до 2035 року.

### Силова установка

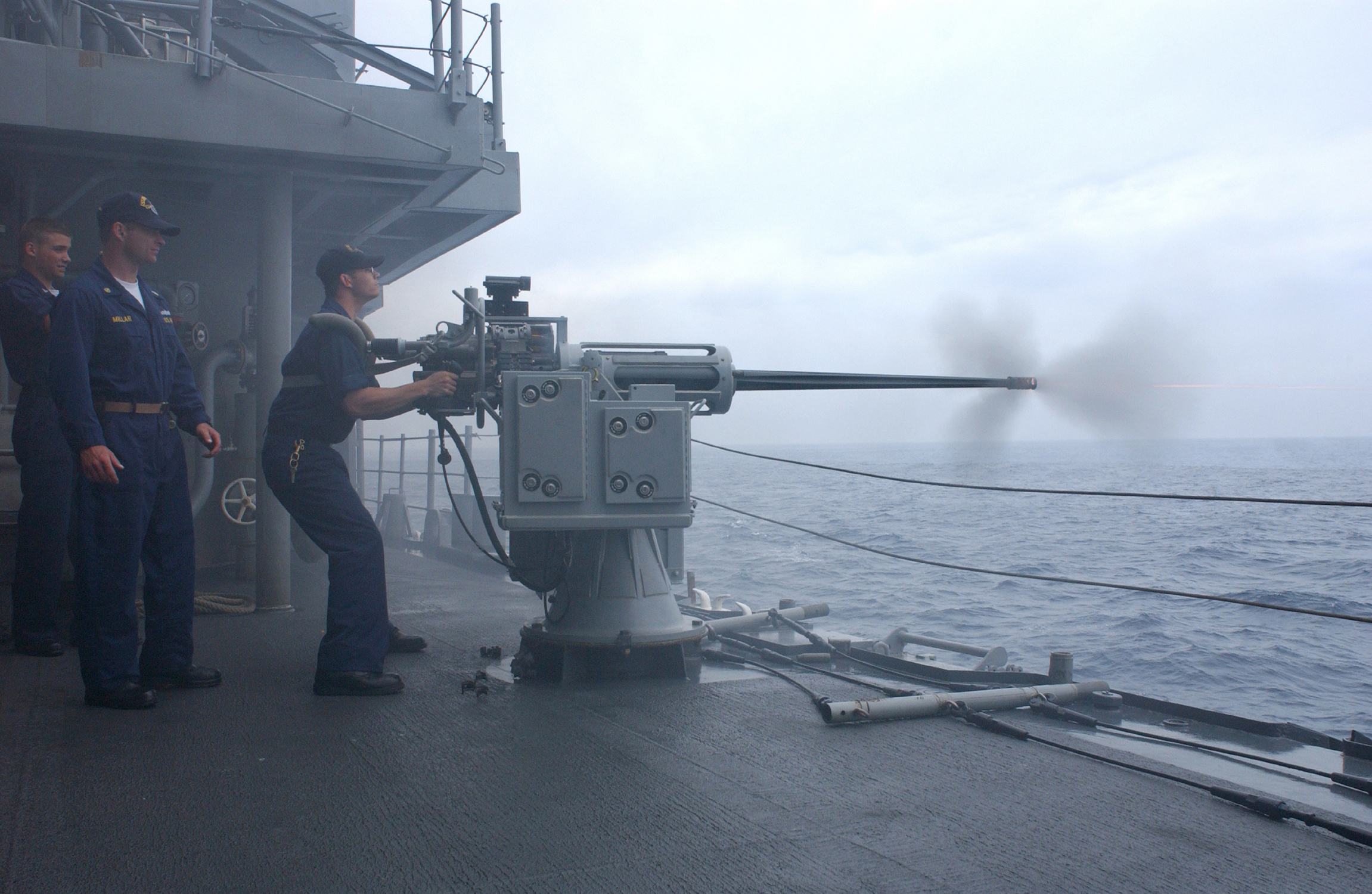
Стрільба з 25-мм установки Mk 38 Bushmaster. USS Bunker Hill (CG 52)

Крейсери класу Ticonderoga в стані підтримувати швидкість понад 30 вузлів. Два гребні гвинта приводять в рух чотири газові турбіни типу LM 2500 компанії GE Aviation потужністю 80.000 к.с.. Турбіни розташовані попарно з двох сторін корпусу. Вони з'єднані згідно конфігурації COGAG(англ. COmbined Gas And Gas turbine), за якою при максимальній швидкості працюють усі турбіни, а при економній швидкості лише одна турбіна кожного борту.
Турбіни також приводять в рух електрогенератори потужністю по 2,5 МВт. У разі надзвичайної ситуації завдяки конструкції гвинтів із змінним кутом розміщення лопатей крейсери, йдучи на максимальній швидкості, здатні зупинитись, пройшовши свої дві довжини (бл. 340 м).
Керування і контроль турбін проходить у автоматичному режимі контрольними консолями, що під'єднані до комп'ютерної мережі корабля, центру керування (англ. Central Control Station). Це дозволяє швидко змінювати режими роботи турбін (стан спокою — максимальні оберти за 12 хв.. Зміна куту лопатей гребних гвинтів дозволяє обирати оптимальний режим роботи турбін, змінювати курс, зупиняти крейсер на відстані 350 м.
Для зниження шуму турбін, механізмів застосовано систему Prairie-Masker, яка вздовж бортів машинного відділення, у гребних гвинтах через отвори у емітерах пропускають бульбашки стисненого повітря, створюючи з них захисний бар'єр. Це ускладнює ідентифікацію есмінця ворожим підводним човном, адже отриманий звук нагадує дощ, що падає на поверхню моря.

## Електронне обладнання

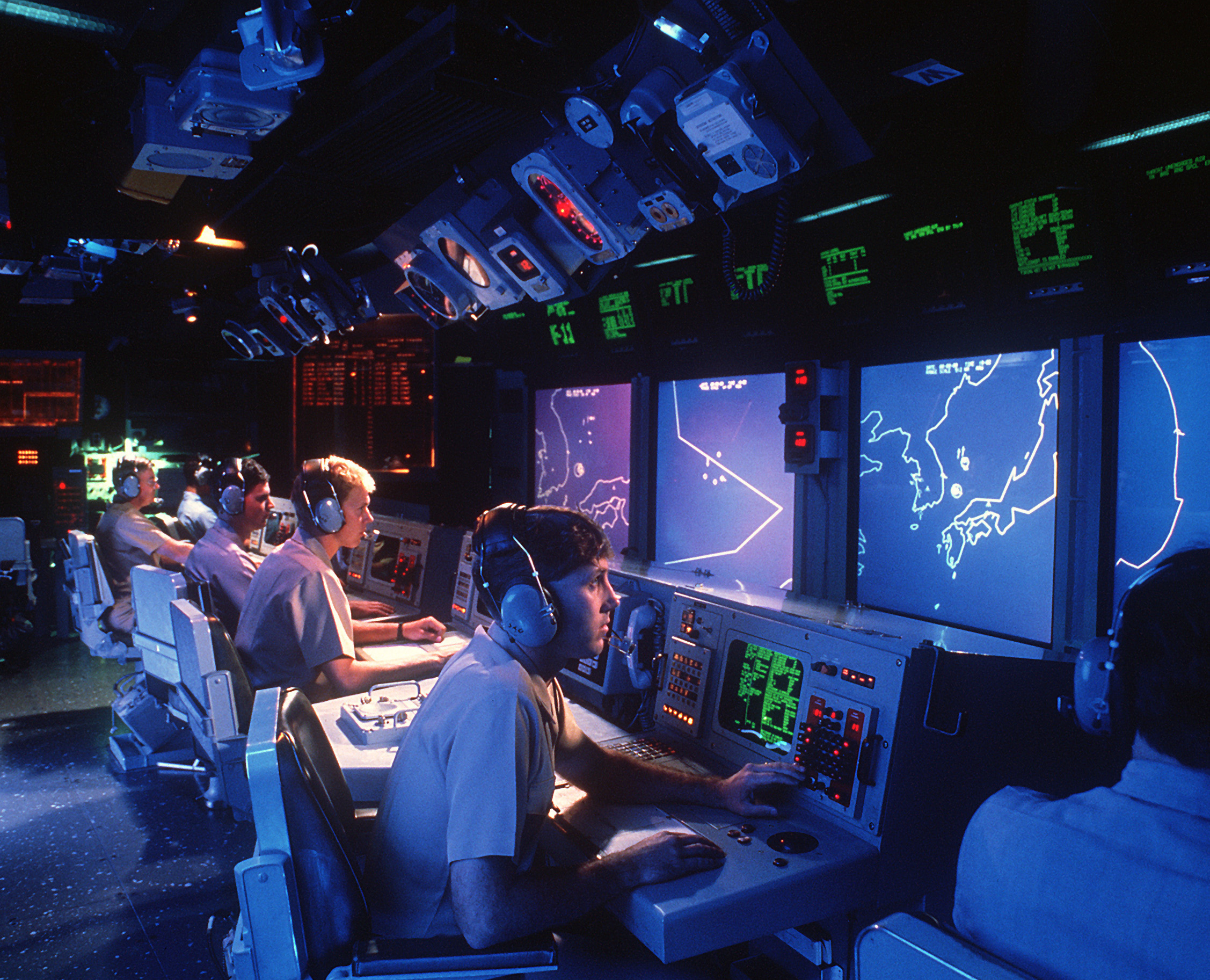
Центр управління системи Aegis на крейсерах класу Тікондерога

З системою Aegis інтегровано усі системи корабля — управління запуском ракет, торпед, радари, сонари, електронної боротьби, дозволяючи одночасно керувати операціями у повітрі над і під водою. Крейсери класу Ticonderoga були першими кораблями з базовою системою Імаджес. Система складається з п'яти комп'ютерів моделі AN/UYK-7. Система ділиться на шість елементів: центральну локальну мережу LAN (англ. Local Area Network), за допомогою якої обмінюються поміж собою інформацією під'єднані блоки:
- керуючо-управлінська C&D (англ. Command and Decision)1
- оперативної готовності ORTS (англ. Operational Readiness Test System)1
- комплекс моніторів ADS (англ. AEGIS Display System)1
- мережа ППО з тривимірного радара AN/SPY-1D, системи контролю озброєнь WCS (англ. Weapons Control System), системи керування вогнем FCS (англ. Fire Control System) моделі Mk 99.

У першу чергу система призначена для боротьби з повітряними цілями, іншими загрозами. З комп'ютером AN/UYK-43 системи C&D безпосередньо з'єднані усі радари корабля, системи електронної боротьби, комунікації, ідентифікації «свій-чужий» (англ. Identfication Friend/Foe (IFF)), частина систем керування вогнем. Системи сонарів, керування запуском протичовнових ракет (торпед) співпрацюють з системою AEGIS. Зібрана ними інформація висвітлюється на відповідних консолях OJ-194 системи AN/UYQ-21 з блоками пам'яті з необхідною графікою, геометричних фігур довільної форми для висвітлення інформації (система CIGARS (англ. Console Internal Generation And Refresh System)).
З показів консолі OJ-194, OJ-197 оператори контролюють діяльність блоку C&D, стан протиповітряної, протичовнової, протикорабельної оборони системи AEGIS, правильність ідентифікації об'єктів системою IFF. Через блок ORTS оператори можуть за допомогою тестів перевіряти працю систем озброєння, керування вогнем, причому блок ORTS автоматично виявляє помилки у конфігурації, ізолює їх і сприяє реконфігурації. На консолі блок повідомляє оператора про помилку, показує бойову готовність з врахуванням помилки у конфігурації.
Інший комп'ютер AN/UYK-7 блоку ACTS з'єднаний з усіма елементами AEGIS і за його допомогою оператори блоку C&D можуть організовувати симуляцію бойової ситуації із загрозою з сторони кораблів, підводних човнів, літаків, наземної артилерії та записом навчань для наступного аналізу. Можливо на консолях OJ-194, OJ-197 помітити певну ціль з постійним висвітленням необхідної інформації про неї.
Комплекс моніторів ADS пов'язаний з третім комп'ютером AN/UYK-7, отримуючи дані з блоку C&D. Консолі OJ-451 показують необхідну інформацію, тактичну ситуацію навколо корабля. Оператори можуть отримувати усю необхідну інформацію для виконання актуального завдання.
Система ППО складається з тривимірного радара AN/SPY-1A

## Застосування

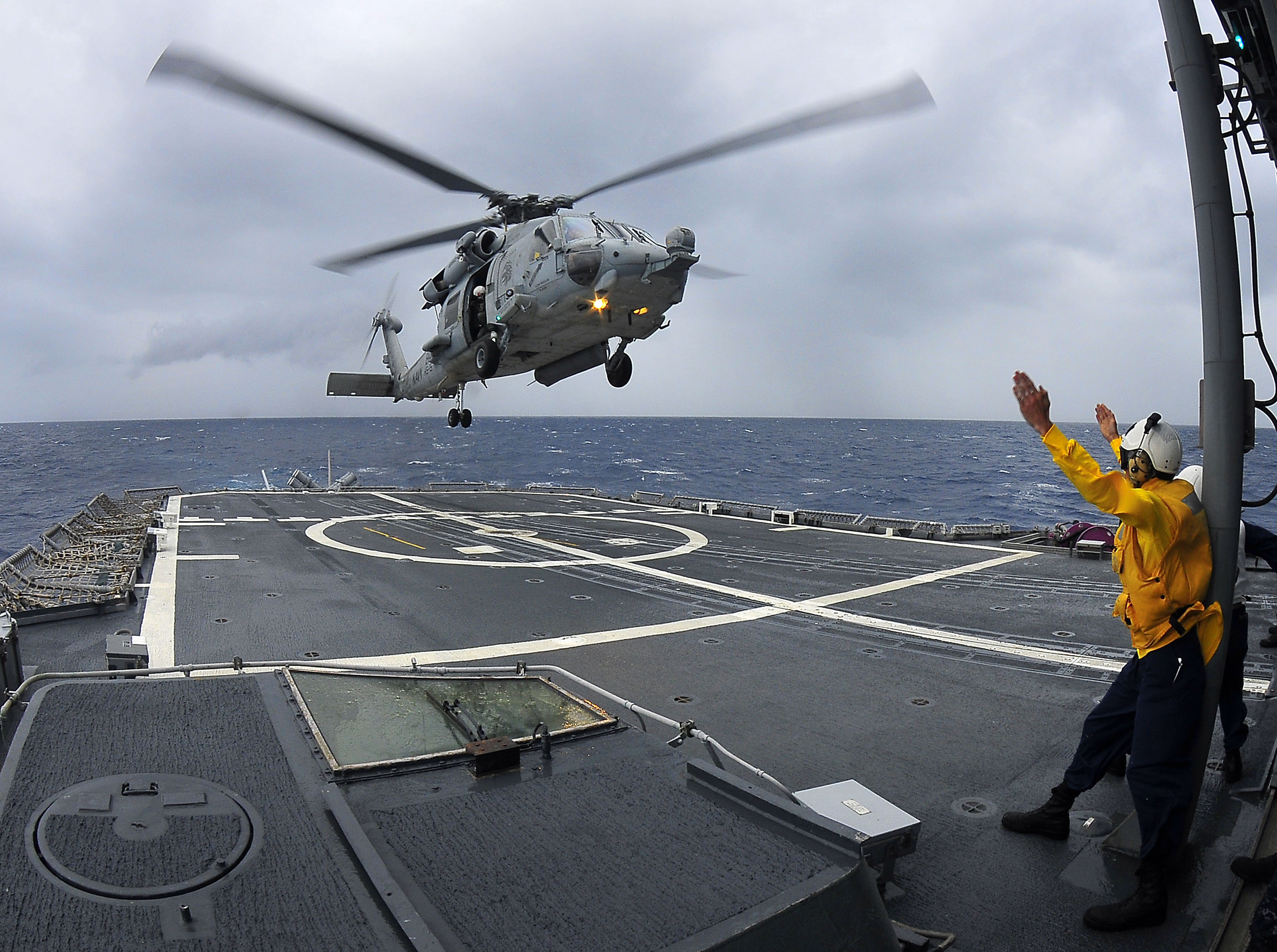
Посадка SH-60F Sea Hawk на USS Bunker Hill (CG 52)

Основним завданням крейсерів є супровід авіаносців, тому у кожній авіаносній групі присутній хоча б один крейсер класу Ticonderoga, який завдяки бойовій системі Aegis повинен займатись ППО захистом авіаносного угрупування та боротьбою з протикорабельними ракетами. Завдяки системі МК-41 вони здатні впродовж декількох секунд завдати відчутного удару по ворожим угрупування авіації, надводних чи підводних суден, завдавати атакуючих ударів по ворожих наземних чи надводних об'єктах. Крейсери здатні діяти самостійно, чи бути флагманами групи кораблів.
Крейсери стали на бойове чергування в період завершення Холодної війни, на заміну якій прийшли локальні конфлікти. З 1990-х років вони брали участь у війнах на Балканах, війнах у затоці, з Іраком, у Афганістані, атакуючи за допомогою Томагавків наземні цілі.

## Перелік кораблів проєкту
|    |                    |       |            |               |               |                    |                  |                      |
| №  | Назва              | Номер | Закладено  | Спуск на воду | Порт приписки | Зачислено до флоту | Списаний         | Корабельня           |
| 1  | Ticonderoga        | CG-47 | 21.01.1980 | 25.04.1981    | Паскагула     | 22.01.1983         | 30.09.2004       | Ingalls Shipbuilding |
| 2  | Yorktown           | CG-48 | 19.10.1981 | 17.01.1983    | Паскагула     | 04.07.1984         | 10.12.2004       | Ingalls Shipbuilding |
| 3  | Vincennes          | CG-49 | 19.10.1982 | 14.04.1984    | Сан-Дієго     | 16.07.1985         | 29.06.2005       | Ingalls Shipbuilding |
| 4  | Valley Forge       | CG-50 | 14.04.1983 | 23.06.1984    | Сан-Дієго     | 18.01.1986         | 30.08.2004       | Ingalls Shipbuilding |
| 5  | Thomas S. Gates    | CG-51 | 31.08.1984 | 14.12.1985    | Норфолк       | 22.08.1987         | 15.12.2005       | Bath Iron Works      |
| 6  | Bunker Hill        | CG-52 | 11.01.1984 | 11.03.1985    | Йокосука      | 20.09.1986         | 2021 (план)      | Ingalls Shipbuilding |
| 7  | Mobile Bay         | CG-53 | 06.06.1984 | 22.08.1985    | Йокосука      | 21.02.1987         | 2022 (план)      | Ingalls Shipbuilding |
| 8  | Antietam           | CG-54 | 15.11.1984 | 14.02.1986    | Сан-Дієго     | 06.06.1987         | 2022 (план)      | Ingalls Shipbuilding |
| 9  | Leyte Gulf         | CG-55 | 18.03.1985 | 20.06.1986    | Мейпорт       | 26.09.1987         | 2022 (план)      | Ingalls Shipbuilding |
| 10 | San Jacinto        | CG-56 | 24.07.1985 | 14.11.1986    | Норфолк       | 23.01.1988         | 2023 (план)      | Ingalls Shipbuilding |
| 11 | Lake Champlain     | CG-57 | 03.03.1986 | 03.04.1987    | Сан-Дієго     | 01.06.1988         | 2023 (план)      | Ingalls Shipbuilding |
| 12 | Philippine Sea     | CG-58 | 08.04.1986 | 12.07.1987    | Мейпорт       | 18.03.1989         | 2024 (план)      | Bath Iron Works      |
| 13 | Princeton          | CG-59 | 15.10.1986 | 02.10.1987    | Сан-Дієго     | 11.02.1989         | 2024 (план)      | Ingalls Shipbuilding |
| 14 | Normandy           | CG-60 | 07.04.1987 | 19.03.1988    | Норфолк       | 09.12.1989         | 2024 (план)      | Bath Iron Works      |
| 15 | Monterey           | CG-61 | 19.08.1987 | 23.10.1988    | Норфолк       | 16.06.1990         | 2025 (план)      | Bath Iron Works      |
| 16 | Chancellorsville]] | CG-62 | 15.07.1988 | 15.07.1988    | Йокосука      | 14.11.1989         | 2024 (план)      | Ingalls Shipbuilding |
| 17 | Cowpens            | CG-63 | 23.12.1987 | 11.03.1989    | Сан-Дієго     | 09.03.1991         | 31.03.2013(план) | Bath Iron Works      |
| 18 | Gettysburg         | CG-64 | 17.08.1988 | 02.07.1989    | Мейпорт       | 22.06.1991         | 2026 (план)      | Bath Iron Works      |
| 19 | Chosin             | CG-65 | 02.07.1988 | 01.09.1989    | Перл-Гарбор   | 12.01.1991         | 2026 (план)      | Ingalls Shipbuilding |
| 20 | Hué City           | CG-66 | 20.02.1989 | 01.06.1990    | Мейпорт       | 14.09.1991         | 2026 (план)      | Ingalls Shipbuilding |
| 21 | Shiloh             | CG-67 | 01.08.1989 | 08.09.1990    | Сан-Дієго     | 24.04.1992         | 2027 (план)      | Bath Iron Works      |
| 22 | Anzio              | CG-68 | 21.08.1989 | 02.11.1990    | Норфолк       | 02.05.1992         | 31.03.2013(план) | Ingalls Shipbuilding |
| 23 | Vicksburg          | CG-69 | 30.05.1990 | 07.09.1991    | Мейпорт       | 21.09.1992         | 31.03.2013(план) | Ingalls Shipbuilding |
| 24 | Lake Erie          | CG-70 | 06.03.1990 | 13.07.1991    | Перл-Гарбор   | 24.07.1993         | 2028 (план)      | Bath Iron Works      |
| 25 | Cape St. George    | CG-71 | 19.11.1990 | 10.01.1992    | Норфолк       | 13.04.1993         | 2028 (план)      | Ingalls Shipbuilding |
| 26 | Vella Gulf         | CG-72 | 22.04.1991 | 13.06.1992    | Норфолк       | 12.07.1993         | 2028 (план)      | Ingalls Shipbuilding |
| 27 | Port Royal         | CG-73 | 18.10.1991 | 20.11.1992    | Перл-Гарбор   | 09.07.1994         | 31.03.2013(план) | Ingalls Shipbuilding |